# Ivy (band)
Ivy is een band uit New York, bestaande uit Adam Schlesinger, de uit Parijs afkomstige Dominique Durand en Andy Chase.
De band zegt zelf The Go-Betweens, Burt Bacharach, Jobim, Orange Juice, The Smiths, Velvet Underground & Nico, The Beatles, Françoise Hardy als invloeden te hebben. Ook artiesten die op hun coveralbum Guestroom staan zien zij als hun invloeden.

## Discografie
- Lately EP (1994 en opnieuw uitgegeven in 2003)
- Realistic (1995)
- Apartment Life (1997)
- Long Distance (2001)
- Guestroom (2002)
- In The Clear (2005)
- All Hours (2011)

## Film en TV werk

### Film
- There's Something About Mary (1998) - met "This is the Day" en "I Get the Message" van Apartment Life.
- Me, Myself and Irene (2000) - met een cover van Steely Dans "Only a Fool Would Say That."
- Shallow Hal (2001) - met "Edge of the Ocean" en "I Think of You" van Long Distance.
- Angel Eyes (2001) - "Edge of the Ocean" werd uitgebracht op de soundtrack van de film.
- Orange County (2002) - met "I've Got a Feeling" van Apartment Life.
- Insomnia (2002) - met "One More Last Kiss" van Long Distance.

### TV
- Alias - "Edge of the Ocean" is gebruikt in aflevering 1.08 "Time will tell".
- Veronica Mars - "Edge of the Ocean" werd gebruikt in de afleveringen "Meet John Smith" and "One Angry Veronica", "Feel so Free" in de "Clash of the Tritons" aflevering, en "Ocean City Girl" in "Ahoy, Mateys!".
- Roswell - de band trad op als zichzelf in de aflevering "To Have and to Hold" en voerde "Edge of the Ocean" uit.
- The 4400 - "Worry About You" van Long Distance werd gebruikt in de pilotaflevering.
- Kingdom Hospital - "Worry About You" werd gebruikt als introliedje.
- Grey's Anatomy - "Edge of the Ocean" werd gebruikt in "Shake Your Groove Thing"
- Grey's Anatomy - "Feel So Free" werd gebruikt in "Raindrops Keep Falling on My Head"
- Pinoy Big Brother - "Worry About You" werd gebruikt in meerdere aflevering als men Bruce and Wendy zag.
- LAX - "Nothing But the Sky" van In the Clear werd gebruikt in de allerlaatste aflevering van de televisieserie.
- Witchblade - "Undertow" van Long Distance werd gebruikt in aflevering 1x05 "Legion".
- Felicity - Eerste en laatste aflevering van seizoen 1.